# Sport-Verein Werder von 1899 1998-1999
Questa voce raccoglie le informazioni riguardanti lo Sport-Verein Werder von 1899 nelle competizioni ufficiali della stagione 1998-1999.

## Stagione
Nella stagione 1998-1999 il Werder Brema, allenato da Wolfgang Sidka, Felix Magath e Thomas Schaaf, concluse il campionato di Bundesliga al 13º posto. In Coppa di Germania il Werder Brema vinse la finale con il Bayern Monaco. In Coppa Intertoto il Werder Brema fu eliminato ai quinto turno dal Vojvodina. In Coppa UEFA il Werder Brema fu eliminato al secondo turno dall'Olympique Marsiglia.

## Rosa
| N. |                                | Ruolo | Calciatore        |
| -- | ------------------------------ | ----- | ----------------- |
| 1  | Germania (bandiera)            | P     | Frank Rost        |
| 2  | Paesi Bassi (bandiera)         | C     | Lodewijk Roembiak |
| 3  | Svizzera (bandiera)            | C     | Raphaël Wicky     |
| 4  | Germania (bandiera)            | C     | Dirk Flock        |
| 5  | Germania (bandiera)            | C     | Dieter Eilts      |
| 6  | Germania (bandiera)            | C     | Jens Todt         |
| 7  | Ucraina (bandiera)             | C     | Yuriy Maksimov    |
| 8  | Germania (bandiera)            | D     | Bernhard Trares   |
| 9  | Serbia e Montenegro (bandiera) | A     | Rade Bogdanović   |
| 12 | Germania (bandiera)            | P     | Stefan Brasas     |
| 13 | Germania (bandiera)            | D     | Andree Wiedener   |
| 15 | Germania (bandiera)            | C     | Dieter Frey       |
| 16 | Germania (bandiera)            | P     | Pascal Borel      |
| 17 | Germania (bandiera)            | C     | Marco Bode        |
| 18 | Austria (bandiera)             | C     | Andreas Herzog    |

| N. |                     | Ruolo | Calciatore          |
| -- | ------------------- | ----- | ------------------- |
| 19 | Ucraina (bandiera)  | D     | Viktor Skrypnyk     |
| 20 | Germania (bandiera) | C     | Christian Brand     |
| 21 | Germania (bandiera) | C     | Uwe Harttgen        |
| 22 | Germania (bandiera) | C     | Torsten Frings      |
| 23 | Germania (bandiera) | C     | Christoph Dabrowski |
| 24 | Germania (bandiera) | D     | Sven Benken         |
| 26 | Germania (bandiera) | C     | Timo Schultz        |
| 27 | Germania (bandiera) | C     | Alexander Nouri     |
| 30 | Polonia (bandiera)  | D     | Paweł Wojtala       |
| 32 | Brasile (bandiera)  | A     | Aílton              |
| 33 | Germania (bandiera) | C     | Mike Barten         |
| 35 | Canada (bandiera)   | C     | Paul Stalteri       |
| 37 | Germania (bandiera) | A     | Dirk Weetendorf     |
| 38 | Germania (bandiera) | D     | Björn Schierenbeck  |
| 39 | Germania (bandiera) | C     | Danny Fütterer      |

## Organigramma societario
Area tecnica
- Allenatore: Thomas Schaaf
- Allenatore in seconda: Karl-Heinz Kamp
- Preparatore dei portieri: Dieter Burdenski
- Preparatori atletici:

## Calciomercato

### Sessione estiva
| Acquisti | Acquisti          | Acquisti                | Acquisti |
| R.       | Nome              | da                      | Modalità |
| -------- | ----------------- | ----------------------- | -------- |
| A        | Aílton            | Tigres UANL             |          |
| D        | Paweł Wojtala     | Amburgo                 |          |
| C        | Dirk Flock        | Gütersloh               |          |
| C        | Mike Barten       | Werder Brema II         |          |
| A        | Rade Bogdanović   | NAC Breda               |          |
| P        | Pascal Borel      | Waldhof Mannheim        |          |
| P        | Stefan Brasas     | Meppen                  |          |
| C        | Alexander Nouri   | Werder Brema (juniores) |          |
| C        | Lodewijk Roembiak | Aarau                   |          |

| Cessioni | Cessioni            | Cessioni          | Cessioni |
| R.       | Nome                | a                 | Modalità |
| -------- | ------------------- | ----------------- | -------- |
| C        | Christian Brand     | Wolfsburg         |          |
| A        | Bruno Labbadia      | Arminia Bielefeld |          |
| C        | Heimo Pfeifenberger | Salisburgo        |          |
| D        | Hany Ramzy          | Kaiserslautern    |          |
| P        | Oliver Reck         | Schalke 04        |          |
| D        | Björn Schierenbeck  | Greuther Fürth    |          |
| A        | Arie van Lent       | Greuther Fürth    |          |
| C        | Thomas Wolter       | Werder Brema II   |          |

### Sessione invernale
| Acquisti | Acquisti        | Acquisti  | Acquisti |
| R.       | Nome            | da        | Modalità |
| -------- | --------------- | --------- | -------- |
| C        | Christian Brand | Wolfsburg |          |
| A        | Dirk Weetendorf | Amburgo   |          |

| Cessioni | Cessioni     | Cessioni      | Cessioni |
| R.       | Nome         | a             | Modalità |
| -------- | ------------ | ------------- | -------- |
| A        | Håvard Flo   | Wolverhampton |          |
| A        | Adrian Kunz  | Zurigo        |          |
| A        | Sören Seidel | Hannover 96   |          |

## Risultati

### Bundesliga

#### Girone di andata
| Arbitro: | Steinborn |

|            |           |  |
| Preetz 54’ | Marcatori |  |

| Arbitro: | Jansen |

|                              |           |                         |
| Roembiak 22’ (rig.) Todt 24’ | Marcatori | 19’, 41’ Kuka 62’ Ćirić |

| Arbitro: | Heynemann |

|                           |           |  |
| Fahrenhorst 1’ Toplak 69’ | Marcatori |  |

| Arbitro: | Buchhart |

|                                |           |                             |
| Roembiak 53’ (rig.) Frings 59’ | Marcatori | 43’ (rig.) Kirsten 90’ Rink |

| Arbitro: | Wack |

|                          |           |                                       |
| Baumgart 48’ Akonnor 63’ | Marcatori | 23’ Frey 26’, 90’ Bode 30’ Bogdanović |

| Arbitro: | Berg |

|  |           |           |
|  | Marcatori | 87’ Élber |

| Arbitro: | Aust |

|                              |           |            |
| Neuville 31’ Breitkreutz 88’ | Marcatori | 36’ Trares |

| Arbitro: | Krug |

|                           |           |                                      |
| Aílton 45’ Bogdanović 69’ | Marcatori | 8’ Müller 27’ Hoffmann 41’ Weißhaupt |

| Arbitro: | Albrecht |

|            |           |              |
| Yeboah 58’ | Marcatori | 86’ Maksimov |

| Arbitro: | Dardenne |

|                |           |          |
| Bogdanović 73’ | Marcatori | 24’ Neun |

| Arbitro: | Zerr |

|                |           |           |
| Bogdanović 62’ | Marcatori | 8’ Ricken |

| Arbitro: | Stark |

|  |           |           |
|  | Marcatori | 75’ Ramzy |

| Arbitro: | Steinborn |

|  |           |                           |
|  | Marcatori | 47’ Herzog 73’ Bogdanović |

| Arbitro: | Buchhart |

|                    |           |                     |
| van Kerckhoven 87’ | Marcatori | 55’ Todt 59’ Herzog |

| Arbitro: | Keßler |

|                                             |           |             |
| Bode 6’, 62’ Roembiak 83’ Herzog 88’ (rig.) | Marcatori | 42’ Ouakili |

| Arbitro: | Wagner |

|  |           |          |
|  | Marcatori | 23’ Bode |

| Arbitro: | Merk |

|                     |           |                         |
| Trares 62’ Bode 65’ | Marcatori | 22’ Schneider 70’ Bobic |

#### Girone di ritorno
| Arbitro: | Fleischer |

|                     |           |            |
| Bogdanović 45’, 47’ | Marcatori | 46’ Preetz |

| Arbitro: | Strampe |

|          |           |           |
| Kuka 32’ | Marcatori | 8’ Frings |

| Arbitro: | Stark |

|            |           |           |
| Aílton 87’ | Marcatori | 20’ Kuntz |

| Arbitro: | Zerr |

|                          |           |  |
| Kirsten 75’ Beinlich 90’ | Marcatori |  |

| Arbitro: | Wack |

|  |           |           |
|  | Marcatori | 83’ Nowak |

| Arbitro: | Aust |

|             |           |  |
| Jancker 87’ | Marcatori |  |

| Arbitro: | Wack |

|  |           |                                  |
|  | Marcatori | 26’ Agali 42’ Lange 50’ Neuville |

| Arbitro: | Krug |

|  |           |                           |
|  | Marcatori | 52’ Frings 81’ Bogdanović |

| Brema 13 aprile 1999, ore 20:00 CEST 26ª giornata | Werder Brema | 0 – 0 referto | Amburgo | Weserstadion (34 486 spett.)\| Arbitro: \| Keßler \| |
| Arbitro:                                          | Keßler       |               |         |                                                      |

| Arbitro: | Merk |

|                             |           |  |
| Hajto 8’ (rig.) Osthoff 60’ | Marcatori |  |

| Arbitro: | Dardenne |

|                         |           |            |
| Herrlich 52’ Möller 86’ | Marcatori | 34’ Trares |

| Arbitro: | Buchhart |

|                                                  |           |  |
| Schjønberg 35’, 68’ (rig.) Rösler 59’ Rische 80’ | Marcatori |  |

| Arbitro: | Fleischer |

|          |           |                        |
| Bode 72’ | Marcatori | 55’ Schur 70’ Sobotzik |

| Arbitro: | Albrecht |

|               |           |  |
| Dabrowski 54’ | Marcatori |  |

| Arbitro: | Fandel |

|            |           |                                   |
| Hobsch 18’ | Marcatori | 10’ Wojtala 38’ Bode 86’ Maksimov |

| Arbitro: | Koop |

|                                                    |           |            |
| Albustin 6’ (aut.) Todt 12’ Wicky 50’ Maksimov 84’ | Marcatori | 68’ Ašanin |

| Arbitro: | Fröhlich |

|          |           |  |
| Bobic 6’ | Marcatori |  |

### Coppa di Germania
| Arbitro: | Gettke |

|           |           |                          |
| Demir 34’ | Marcatori | 44’ Frings 114’ Maksimov |

| Arbitro: | Merk |

|                                  |           |                       |
| Trares 52’ Maksimov 57’ Frey 72’ | Marcatori | 81’ Bičanić 90’ Majak |

| Arbitro: | Sippel |

|                              |           |                              |
| Frings 17’, 66’ Maksimov 50’ | Marcatori | 30’ Dobrovolskiy 86’ Pizarro |

| Arbitro: | Albrecht |

|                      |           |             |
| Flo 86’ Wojtala 107’ | Marcatori | 10’ Kovacec |

| Arbitro: | Merk |

|  |           |          |
|  | Marcatori | 52’ Bode |

| Arbitro: | Aust |

|                                                     |                      |                                       |
| Jancker 45’                                         | Marcatori            | 4’ Maksimov                           |
| Salihamidžić Daei Tarnat Jancker Effenberg Matthäus | Tiri di rigore 4 – 5 | Bode Todt Bogdanović Wicky Eilts Rost |

### Coppa Intertoto
| Arbitro: | Širić |

|                                              |           |               |
| Bode 14’, 43’ Skrypnyk 37’ (rig.) Frings 69’ | Marcatori | 54’ Puotkalis |

| Arbitro: | Gerginov |

|  |           |            |
|  | Marcatori | 88’ Herzog |

| Arbitro: | Norman |

|            |           |                        |
| Mennes 44’ | Marcatori | 52’, 73’ Kunz 79’ Bode |

| Arbitro: | Bazzoli |

|                    |           |              |
| Frings 42’ Flo 60’ | Marcatori | 72’ Dekelver |

| Arbitro: | Colombo |

|                              |           |  |
| Todt 25’ Bode 74’ Seidel 90’ | Marcatori |  |

| Arbitro: | Hauge |

|  |           |                              |
|  | Marcatori | 45’ Flo 77’ Wicky 79’ Frings |

| Arbitro: | Irvine |

|          |           |  |
| Frey 75’ | Marcatori |  |

| Arbitro: | Arceo |

|            |           |            |
| Bratić 23’ | Marcatori | 61’ Frings |

### Coppa UEFA
| Arbitro: | Boggi |

|                     |           |  |
| Moen 30’ Løvvik 50’ | Marcatori |  |

| Arbitro: | Tokat |

|                                               |           |  |
| Wicky 33’ Wiedener 70’ Maksimov 107’ Flo 111’ | Marcatori |  |

| Arbitro: | Radoman |

|            |           |             |
| Herzog 69’ | Marcatori | 67’ Maurice |

| Arbitro: | Durkin |

|                                  |           |                      |
| Maurice 36’ Issa 52’ Dugarry 78’ | Marcatori | 47’ Eilts 82’ Herzog |

## Statistiche

### Statistiche di squadra
| Competizione      | Punti | In casa | In casa | In casa | In casa | In casa | In casa | In trasferta | In trasferta | In trasferta | In trasferta | In trasferta | In trasferta | Totale | Totale | Totale | Totale | Totale | Totale | DR  |
| Competizione      | Punti | G       | V       | N       | P       | Gf      | Gs      | G            | V            | N            | P            | Gf           | Gs           | G      | V      | N      | P      | Gf     | Gs     | DR  |
| ----------------- | ----- | ------- | ------- | ------- | ------- | ------- | ------- | ------------ | ------------ | ------------ | ------------ | ------------ | ------------ | ------ | ------ | ------ | ------ | ------ | ------ | --- |
| Bundesliga        | 38    | 17      | 4       | 6       | 7       | 23      | 24      | 17           | 6            | 2            | 9            | 18           | 23           | 34     | 10     | 8      | 16     | 41     | 47     | -6  |
| Coppa di Germania | -     | 3       | 3       | 0       | 0       | 8       | 5       | 3            | 2            | 1            | 0            | 4            | 2            | 6      | 5      | 1      | 0      | 12     | 7      | +5  |
| Coppa Intertoto   | -     | 4       | 4       | 0       | 0       | 10      | 2       | 4            | 3            | 1            | 0            | 8            | 2            | 8      | 7      | 1      | 0      | 18     | 4      | +14 |
| Coppa UEFA        | -     | 2       | 1       | 1       | 0       | 5       | 1       | 2            | 0            | 0            | 2            | 2            | 5            | 4      | 1      | 1      | 2      | 7      | 6      | +1  |
| Totale            | 38    | 26      | 12      | 7       | 7       | 46      | 32      | 26           | 11           | 4            | 11           | 32           | 32           | 52     | 23     | 11     | 18     | 78     | 64     | +14 |

### Andamento in campionato
| Giornata  | 1  | 2  | 3  | 4  | 5  | 6  | 7  | 8  | 9  | 10 | 11 | 12 | 13 | 14 | 15 | 16 | 17 | 18 | 19 | 20 | 21 | 22 | 23 | 24 | 25 | 26 | 27 | 28 | 29 | 30 | 31 | 32 | 33 | 34 |
| --------- | -- | -- | -- | -- | -- | -- | -- | -- | -- | -- | -- | -- | -- | -- | -- | -- | -- | -- | -- | -- | -- | -- | -- | -- | -- | -- | -- | -- | -- | -- | -- | -- | -- | -- |
| Luogo     | T  | C  | T  | C  | T  | C  | T  | C  | T  | C  | C  | C  | T  | T  | C  | T  | C  | C  | T  | C  | T  | C  | T  | C  | T  | C  | T  | T  | T  | C  | C  | T  | C  | T  |
| Risultato | P  | P  | P  | N  | V  | P  | P  | P  | N  | N  | N  | P  | V  | V  | V  | V  | N  | V  | N  | N  | P  | P  | P  | P  | V  | N  | P  | P  | P  | P  | V  | V  | V  | P  |
| Posizione | 15 | 17 | 18 | 18 | 15 | 16 | 17 | 18 | 17 | 17 | 17 | 16 | 16 | 16 | 12 | 10 | 11 | 9  | 8  | 8  | 9  | 11 | 12 | 13 | 11 | 12 | 12 | 13 | 13 | 13 | 15 | 14 | 10 | 13 |

Legenda:

Luogo: C = Casa; T = Trasferta. Risultato: V = Vittoria; N = Pareggio; P = Sconfitta.

### Statistiche dei giocatori
| Giocatore       | Bundesliga | Bundesliga | Bundesliga  | Bundesliga | Coppa di Germania | Coppa di Germania | Coppa di Germania | Coppa di Germania | Coppa Intertoto | Coppa Intertoto | Coppa Intertoto | Coppa Intertoto | Coppa UEFA | Coppa UEFA | Coppa UEFA  | Coppa UEFA | Totale   | Totale | Totale      | Totale     |
| Giocatore       | Presenze   | Reti       | Ammonizioni | Espulsioni | Presenze          | Reti              | Ammonizioni       | Espulsioni        | Presenze        | Reti            | Ammonizioni     | Espulsioni      | Presenze   | Reti       | Ammonizioni | Espulsioni | Presenze | Reti   | Ammonizioni | Espulsioni |
| --------------- | ---------- | ---------- | ----------- | ---------- | ----------------- | ----------------- | ----------------- | ----------------- | --------------- | --------------- | --------------- | --------------- | ---------- | ---------- | ----------- | ---------- | -------- | ------ | ----------- | ---------- |
| A. Ailton       | 12         | 2          | 2           | 0          | 1                 | 0                 | 0                 | 0                 | 0               | 0               | 0               | 0               | 0          | 0          | 0           | 0          | 13       | 2      | 2           | 0          |
| M. Barten       | 2          | 0          | 0           | 0          | 0                 | 0                 | 0                 | 0                 | 1               | 0               | 0               | 0               | 0          | 0          | 0           | 0          | 3        | 0      | 0           | 0          |
| S. Benken       | 23         | 0          | 4           | 0          | 4                 | 0                 | 0                 | 0                 | 5               | 0               | 0               | 0               | 2          | 0          | 0           | 1          | 34       | 0      | 4           | 1          |
| M. Bode         | 29         | 8          | 1           | 0          | 6                 | 1                 | 0                 | 0                 | 8               | 4               | 0               | 0               | 4          | 0          | 0           | 0          | 47       | 13     | 1           | 0          |
| R. Bogdanović   | 23         | 8          | 3           | 0          | 4                 | 0                 | 0                 | 0                 | 0               | 0               | 0               | 0               | 0          | 0          | 0           | 0          | 27       | 8      | 3           | 0          |
| P. Borel        | 0          | 0          | 0           | 0          | 0                 | 0                 | 0                 | 0                 | 0               | 0               | 0               | 0               | 0          | 0          | 0           | 0          | 0        | 0      | 0           | 0          |
| C. Brand        | 4          | 0          | 0           | 0          | 0                 | 0                 | 0                 | 0                 | 2               | 0               | 0               | 0               | 0          | 0          | 0           | 0          | 6        | 0      | 0           | 0          |
| S. Brasas       | 6          | 0          | 0           | 0          | 0                 | 0                 | 0                 | 0                 | 0               | 0               | 0               | 0               | 1          | 0          | 0           | 0          | 7        | 0      | 0           | 0          |
| C. Dabrowski    | 15         | 1          | 0           | 0          | 2                 | 0                 | 0                 | 0                 | 0               | 0               | 0               | 0               | 0          | 0          | 0           | 0          | 17       | 1      | 0           | 0          |
| D. Eilts        | 32         | 0          | 7           | 0          | 6                 | 0                 | 1                 | 0                 | 8               | 0               | 1               | 0               | 4          | 1          | 1           | 0          | 50       | 1      | 10          | 0          |
| H. Flo          | 16         | 0          | 3           | 0          | 3                 | 1                 | 0                 | 0                 | 6               | 2               | 0               | 0               | 4          | 1          | 1           | 0          | 29       | 4      | 4           | 0          |
| D. Flock        | 18         | 0          | 0           | 0          | 1                 | 0                 | 0                 | 0                 | 0               | 0               | 0               | 0               | 2          | 0          | 0           | 0          | 21       | 0      | 0           | 0          |
| D. Frey         | 5          | 1          | 1           | 1          | 2                 | 1                 | 0                 | 0                 | 8               | 1               | 3               | 0               | 0          | 0          | 0           | 0          | 15       | 3      | 4           | 1          |
| T. Frings       | 23         | 3          | 1           | 0          | 4                 | 3                 | 0                 | 0                 | 8               | 4               | 1               | 0               | 4          | 0          | 0           | 0          | 39       | 10     | 2           | 0          |
| D. Fütterer     | 1          | 0          | 1           | 0          | 0                 | 0                 | 0                 | 0                 | 0               | 0               | 0               | 0               | 0          | 0          | 0           | 0          | 1        | 0      | 1           | 0          |
| U. Harttgen     | 0          | 0          | 0           | 0          | 0                 | 0                 | 0                 | 0                 | 0               | 0               | 0               | 0               | 0          | 0          | 0           | 0          | 0        | 0      | 0           | 0          |
| A. Herzog       | 27         | 3          | 4           | 1          | 3                 | 0                 | 0                 | 0                 | 2               | 1               | 0               | 0               | 3          | 2          | 1           | 0          | 35       | 6      | 5           | 1          |
| A. Kunz         | 4          | 0          | 1           | 0          | 2                 | 0                 | 0                 | 0                 | 8               | 2               | 1               | 0               | 3          | 0          | 1           | 0          | 17       | 2      | 3           | 0          |
| Y. Maksimov     | 20         | 3          | 2           | 0          | 6                 | 4                 | 0                 | 0                 | 1               | 0               | 0               | 0               | 4          | 1          | 0           | 0          | 31       | 8      | 2           | 0          |
| A. Nouri        | 0          | 0          | 0           | 0          | 0                 | 0                 | 0                 | 0                 | 0               | 0               | 0               | 0               | 0          | 0          | 0           | 0          | 0        | 0      | 0           | 0          |
| L. Roembiak     | 16         | 3          | 5           | 0          | 3                 | 0                 | 0                 | 0                 | 8               | 0               | 2               | 0               | 3          | 0          | 1           | 0          | 30       | 3      | 8           | 0          |
| F. Rost         | 28         | 0          | 0           | 0          | 6                 | 0                 | 2                 | 0                 | 8               | 0               | 0               | 0               | 3          | 0          | 1           | 0          | 45       | 0      | 3           | 0          |
| B. Schierenbeck | 1          | 0          | 0           | 0          | 0                 | 0                 | 0                 | 0                 | 0               | 0               | 0               | 0               | 0          | 0          | 0           | 0          | 1        | 0      | 0           | 0          |
| T. Schultz      | 0          | 0          | 0           | 0          | 0                 | 0                 | 0                 | 0                 | 0               | 0               | 0               | 0               | 0          | 0          | 0           | 0          | 0        | 0      | 0           | 0          |
| S. Seidel       | 5          | 0          | 0           | 0          | 1                 | 0                 | 0                 | 0                 | 6               | 1               | 0               | 0               | 2          | 0          | 0           | 0          | 14       | 1      | 0           | 0          |
| V. Skrypnyk     | 16         | 0          | 2           | 0          | 3                 | 0                 | 2                 | 0                 | 5               | 1               | 2               | 0               | 1          | 0          | 0           | 0          | 25       | 1      | 6           | 0          |
| P. Stalteri     | 0          | 0          | 0           | 0          | 0                 | 0                 | 0                 | 0                 | 0               | 0               | 0               | 0               | 0          | 0          | 0           | 0          | 0        | 0      | 0           | 0          |
| J. Todt         | 20         | 3          | 7           | 1          | 5                 | 0                 | 0                 | 0                 | 7               | 1               | 1               | 0               | 3          | 0          | 2           | 0          | 35       | 4      | 10          | 1          |
| B. Trares       | 31         | 3          | 6           | 1          | 5                 | 1                 | 1                 | 0                 | 7               | 0               | 0               | 0               | 4          | 0          | 0           | 0          | 47       | 4      | 7           | 1          |
| D. Weetendorf   | 7          | 0          | 0           | 0          | 0                 | 0                 | 0                 | 0                 | 0               | 0               | 0               | 0               | 0          | 0          | 0           | 0          | 7        | 0      | 0           | 0          |
| R. Wicky        | 31         | 1          | 5           | 0          | 6                 | 0                 | 2                 | 0                 | 8               | 1               | 0               | 0               | 4          | 1          | 0           | 0          | 49       | 3      | 7           | 0          |
| A. Wiedener     | 30         | 0          | 6           | 0          | 5                 | 0                 | 1                 | 0                 | 5               | 0               | 1               | 0               | 3          | 1          | 2           | 0          | 43       | 1      | 10          | 0          |
| P. Wojtala      | 19         | 1          | 4           | 0          | 3                 | 1                 | 1                 | 0                 | 0               | 0               | 0               | 0               | 0          | 0          | 0           | 0          | 22       | 2      | 5           | 0          |